# Trg republike, Ljubljana
Trg republike (nekdanji Trg revolucije v letih 1974-91) je največja ploščad in trg v Ljubljani, ki leži zahodno od starega mestnega jedra in vzhodno od parka Tivoli. Dolga leta je bilo na njem javno parkirišče, po prenovi, zaključeni leta 2014, pa je trg spet vzpostavljen kot glavni mestni in državni trg. Čez Plečnikov trg in s podhodom se trg povezuje s parkom Zvezda in Kongresnim trgom ter srednjeveškim jedrom mesta.
Junija 2014 je bil zaradi svojega simbolnega pomena razglašen za kulturni spomenik državnega pomena.

## Zgodovina
Na področju današnjega Trga republike se je nahajalo severno obzidje Emone in blizu le-tega tudi več antičnih stavb ter zgodnjekrščansko središče. Med izkopavanji so arheologi pod vodstvom Ljudmile Plesničar našli več dragocenih artefaktov, ki jih zdaj hrani Mestni muzej Ljubljana. Na praznem prostoru so Turjaški uredili velik, baročno koncipiran vrt. Ta je v 18. stoletju postal del zaledja Uršulinskega samostana. Rob vrta so pozidali med obema vojnama, vanj so posegle tudi Uršulinke. Jedro trga pa so pozidali po letu 1960.
Med letoma 1962 in 1982 je bila opravljena večja arhitekturna pozidava trga in okolice, ki jo je opravila skupina arhitektov pod vodstvom Edvarda Ravnikarja. Z njim so sodelovali Anton Bitenc, Miloš Bonča, Jože Koželj, Anton Pibernik, Franc Rihtar, Vladislav Sedej in številni drugi. Najprej so leta 1963 začeli graditi parkirno hišo, oktobra 1964 je bila gradnja začasno prekinjena zaradi pomanjkanja denarja. Leta 1965 je bil zgrajen prizidek h Gimnaziji Jožeta Plečnika, leta 1971 dokončan trgovski objekt Maximarket in stolpnica NLB s prizidkom in ploščadjo. Leta 1975 je bil urejen uršulinski del in maja postavljen spomenik revoluciji. V nadaljevanju je bila dograjena še druga stolpnica s prizidkom. Cankarjev dom so začeli graditi leta 1979 in ga končali 1982. Tega leta so dodali še Kardeljev spomenik.
26. junija 1991 je predsednik Milan Kučan na trgu razglasil samostojnost Slovenije, pri čemer je bila prvič javno dvignjena nova zastava Slovenije. Na drog so jo dvignili častniki TO RS: Bojan Šuligoj, Andrej Kocbek, Uroš Krek, Goran Vidrih in Stojan Ledinek. V spomin na ta dogodek se na trgu vsako leto odvija slovesnost ob obletnici te slovesnosti. Lipo, ki je nekoč rasla v koritu, so presadili v park na drugi strani ceste, kjer bolj bujno raste.
Oktobra 2005 se je spremenilo lastništvo trga; Mestna občina Ljubljana je morala predati površino podjetju BSL d.o.o., čigar lastnik ima sedež v Švici. Podjetje je lastnik podzemne garaže pod trgom, ki predstavlja streho objekta, zato je bila ta po eni od odločb sodišča prav tako njegova last. Aprila 2011 je bil dosežen dogovor s podjetjem BSL, po katerem je trg ponovno prešel v občinsko last. Po prenovi, vredni 3,3 milijona evrov, je od leta 2014 trg namenjen le še pešcem oz. prireditvam in ne več parkirišču ter je s tem ponovno trajno vzpostavljena njegova funkcija simbolno osrednjega mestnega in državnega trga.

## Stavbe in spomeniki
Najpomembnejše zgradbe okrog trga so: 
- Stolpnica TR3 - prej ISKRA,
- stolpnica NLB,
- Cankarjev dom,
- Maximarket.

Na severni strani Šubičeve ulice stoji stavba Državnega zbora Republike Slovenije in Park narodnih herojev z grobnico. 
Na trgu stoji tudi več spomenikov. Največji je Spomenik revolucije, delo kiparja Draga Tršarja in arhitekta Vladimirja Braca Mušiča, ki je bil odkrit leta  9. maja 1975. Velika bronasta plastika še danes sodi med največje javne plastike v državi. Prostor je uredil arhitekt Edo Ravnikar. Kip v likovnem pogledu simbolizira maso ljudi v gibanju. Kipar je z delom začel leta 1964, pri izdelavi pa mu je pomagalo še kakih deset sodelavcev, med njimi tudi kiparjev brat, akademski kipar Dušan Tršar. V bron je bil odlit v Zagrebu v 170 kosih, ki so jih zvarili spomladi 1975 v štiri večje kose in pripeljali v Ljubljano. Spomenik je težak 19 ton in je sestavljen iz geometričnih ploskev, vertikal in trikotnikov. Kiparska kompozicija po kiparjevih besedah predstavlja sklop zbiranja, borbe in revolucionarne zmage.
V bližini so leta 1981 postavili še spomenik Edvardu Kardelju, prav tako delo Draga Tršarja in arhitekta Fedja Koširja.
Pomemben je še Cankarjev spomenik, postavljen leta 1982 pred Cankarjevim domom. Po več natečajih (zmagovalec J. Boljka) je bil končno izbran drugačen osnutek Slavka Tihca. Spomenik je sestavljen iz lamel, visok je 3,3 m, v širino in globino pa meri 2,6 m. Na njem je poleg Cankarjevega obraza viden še njegov podpis in rokopisni citat: "Moje delo je slutnja zarje". Spomenik je bil slovesno odkrit 10. maja 1982. Nedaleč je skulptura Matjaža Počivavška, ki označuje nov službeni vhod v banko. 
- Spomenik Edvardu Kardelju
- Spomenik revolucije
- Cankarjev dom
- Trgovska hiša Maximarket

## Drugo
V bližini (ob Erjavčevi cesti) se nahaja rekonstruiran antični zgodnjekrščanski center z bazenom krstilnice in mozaičnimi okrasi.